# 1242
Високе Середньовіччя •  Золота доба ісламу •  Реконкіста •  Хрестові походи •  Монгольська імперія

## Геополітична ситуація
На території колишньої Візантійської імперії існує кілька держав, зокрема Латинська імперія, Нікейська імперія та Трапезундська імперія. Фрідріх II Гогенштауфен є імператором Священної Римської імперії (до 1250). У Франції править Людовик IX (до 1270).
Апеннінський півострів розділений: північ належить Священній Римській імперії, середню частину займає Папська область, більша частина півдня належить Сицилійському королівству. Деякі міста півночі: Венеція, Піза, Генуя тощо, мають статус міст-республік, частина з яких об'єднана Ломбардською лігою.
Південь Піренейського півострова в руках у маврів. Північну частину півострова займають християнські Кастилія, Леон (Астурія, Галісія), Наварра, Арагонське королівство (Арагон, Барселона) та Португалія. Генріх III є королем Англії (до 1272), а королем Данії — Ерік IV (до 1250).
Київське, Чернігівське, Галицьке, Володимиро-Суздальське князівства захопили й розорили монголи. Новгородська республіка фактично відокремилася. У Польщі період роздробленості. На чолі королівства Угорщина стоїть Бела IV (до 1270).
В Єгипті, Сирії та Палестині править династія Аюбідів, невеликі території на Близькому Сході утримують хрестоносці. У Магрибі розпадається держава Альмохадів. Сельджуки окупували Малу Азію. Монгольська імперія поділена між спадкоємцями Чингісхана. Північний Китай підкорений монголами, на півдні править династія Сун. Делійський султанат є наймогутнішою державою Північної Індії, а на півдні Індії домінує Чола. В Японії триває період Камакура.
Цивілізація мая переживає посткласичний період. Почала зароджуватися цивілізація ацтеків.

## Події
- 5 квітня — розгром військами Олександра Невського німецьких лицарів на Чудському озері (Льодове побоїще).
- Угорський король Бела IV надав золотою буллою статус вільного королівського міста Градецю (сучасний Загреб).
- Англійський король Генріх III здійснив спробу повернути собі землі в Франції, втрачені його батьком, спираючись на повстання місцевих феодалів, але зазнав поразки від французького короля Людовика IX.
- У Тулузькому графстві спалахнув бунт, убито чотирьох інквізиторів. Зрештою було підписано мир між графом Тулузьким і французьким королем, який підтвердив ранішу угоду 1229 року про перехід значної частини графства в королівський домен.
- У Парижі відбулося публічне спалення Талмуда.
- Курултай обрав верховним ханом монголів Гуюка, а доки він залишався малолітнім (?) опіку над ним мала Торогене-хатун, фактично правлячи Монгольською імперією.
- Хан Батий відійшов із Хорватії через Болгарію й Валахію до Сараю.
- Розпочалося монгольське вторгнення в Румський султанат.